# Кампече (штат)
Кампе́че (исп. Campeche [kamˈpetʃe]), полное официальное наименование — Свободный и Суверенный Штат Кампече (исп. Estado Libre y Soberano de Campeche) — штат на юго-востоке Мексики, на западе полуострова Юкатан. Административный центр штата — город Сан-Франсиско-де-Кампече.
Численность населения, по данным переписи 2005 года, составила 754 730 человек, перепись 2010 года показала, что население увеличилось до 822 441 человек, а по данным переписи 2020 года, численность населения составила 928 363 человека.

## Этимология
Название происходит от города Кампече, который был основан в 1540 году испанскими конкистадорами под названием «Сан-Франциско-де-Кампече» на месте ранее существовавшего города майя Кан Печ. Аборигенное название означает «место змей и клещей». По версии Е. М. Поспелова, конкистадоры назвали «страной Кампече» западное побережье полуострова Юкатан и омывавший его залив из-за произраставших там кампешевых (сандаловых) деревьев с ценной древесиной.

## Герб
Герб Кампече представляет собой четырёхчастный щит. В первом и третьем червлёных полях изображены серебряные крепостные башни, во втором и четвёртом лазоревых полях изображены золотые галеоны. Щит окружает золотой орнамент и венчает испанская королевская корона. Красный цвет символизирует храбрость местных жителей, отражением их силы и честности. Синий цвет символизирует лояльность и добрые чувства. Галеоны напоминают о днях, когда Кампече был важным морским портом, а башни об обороне этого порта. Изначально герб был пожалован городу Сан-Франсиско-де-Кампече в 1777 году испанским королём Карлом III, но после образования в 1863 году штата Кампече был принят для всего штата.

## География
Штат Кампече расположен на юго-востоке Мексики, на западном побережье полуострова Юкатан, между параллелями 17°48' и 20°51' с. ш. и медианами 89°07' и 92°29' з. д., на западе омывается Мексиканским заливом. Граничит с другими штатами Мексики: на севере с Юкатаном, на востоке с Кинтана-Роо и на юго-западе с Табаско. Также на юге проходит государственная граница с Белизом и Гватемалой.
Территория штата Кампече равна 57 484,9 км², что составляет 2,9 % от общей площади Мексики. Кампече находится в переходе между тропическими лесами Петенского бассейна и лиственными лесами северного Юкатана.
На побережье штата находится Лагуна-де-Терминос, крупнейшая лагуна Мексиканского залива.
- Флора и фауна Кампече
- Ламантины
- Американский мазама
- Бисса
- Большой гокко
- Кайманы
- Ягуар
- Глазчатая индейка
- Дельфины
- Оцелот
- Удав обыкновенный
- Хлопковое дерево
- Энтеролобиум
- Мангры
- Кампешевое дерево
- Аннато

## История

### Доиспанский период
Самые ранние свидетельства заселения территории современного Кампече относятся к 550 году до н. э., когда происходила миграция народа майя в поисках мест для новых поселений. Подтверждением этого являются древние поселения Бека́н, Эцна́, Дзибильнокак, Эль Агуакатес и Алимоче. К более поздним постройкам можно отнести Калакмуль (200—700 годы).
Когда в XVI веке на Юкатан прибыли испанцы, он был разделён на 16 провинций. На территории современного Кампече это были Ah Canul, на юге которого было расположено поселение Can Pech, а также провинция Chakanpotón.
22 марта 1517 года первая испанская экспедиция высадилась около поселения Can Pech, где смогла пополнить запасы продовольствия и воды. Ещё через три дня пути корабли достигли поселения Chakanputún (Potonchan), которое испанцы назвали Чампотон, где на них напали тысячи вооружённых индейцев, убив 20 человек экипажа и ранив капитана.
1 мая 1517 года во вторую экспедицию под командованием Хуана де Грихальвы было снаряжено ещё 4 корабля. 22 мая они прибыли в Сан Лазаро, где им предложили воду и продовольствие. Подплывая к Чампотону, они услышали воинственные крики и отклонились от курса к Пуэрто Дессеадо и дальше в Табаско.
18 февраля 1519 года Эрнан Кортес покинул Кубу, возглавив третью экспедицию. В этой экспедиции выяснилась недружелюбность некоторых племён — у них была распространена легенда «о белом бородатом человеке, который придёт с востока, чтобы разрушать наши города и убивать наших людей».
После этого началось завоевание Юкатана. В 1521 году был разрушен Теночтитлан. В 1525 году был повешен последний правитель ацтеков Куаутемок.
В 1526 году Фрасциско де Монтехо получил от короля Испании должность Аделантадо Юкатана и разрешение на его завоевание. В конце 1528 года он вместе с 28-летним сыном Фрасциско де Монтехо Леоном и 15-летним племянником подготавливает новую завоевательную кампанию. В марте следующего года он переезжает в Веракруз, оставив сына главой военного поста Кисаланго.
К 1535 году Франциско де Монтехо—старший был назначен губернатором провинций Табаско, Чьяпаса и Гондураса, и начинает окончательную кампанию по завоеванию Юкатана, в результате чего 4 октября 1540 года Фрасиско де Монтехо—младший получает возможность основать первый испанский город на полуострове под названием Сан-Франсиско-де-Кампече.

### Колониальный период
Вскоре после завоевания полуострова, туда стали прибывать миссионеры. Они начали заниматься просвещением и обращением туземцев в христианство.
В 1560 году указом короля Испании провинция Юкатан была объявлена территорий Новой Испании. В Сан-Франсиско-де-Кампече, Чампотоне, Хесельчакане и Калькини продолжается строительство колониальных домов и церквей в стиле барокко. Кампече начал населяться европейцами, желающими получить привилегии, обещанные переселенцам: бесплатные рабы, земля и дома. Рабами оказывались аборигены, рассматриваемые не иначе как военные трофеи. Это вызвало отрицательные высказывания со стороны церкви и других европейских государств. Было ясно, что закон о запрете рабства ударит по переселенцам, поэтому в интересах Испании юридически рабство было отменено, но было поддержано с помощью других средств: для туземцев вводилась повинность, которую они должны были выполнять, живя на «испанских» землях.
В 1668 году произошло восстание индейцев в городке Сакабчен, что привело к беспокойству в других населённых пунктах. После этого отношение к аборигенам несколько изменилось, так что волнений в Кампече удалось избежать.
Другой проблемой Кампече были пираты. Множество раз прибрежные города и посёлки подвергались нападениям английских, французских и голландских пиратов. Большинство нападений сводилось к простому грабежу, но происходили и более серьёзные нападения, с сожжением домов и убийством людей. В общей сложности этот период составил 128 лет, когда в 1670 году Испания и Англия подписали Мадридский договор, но мелкие нападения продолжались вплоть до 1713 года, когда был подписан Утрехтский договор между Испанией и Францией.

### Период независимости
В XVIII веке Кампече просит у испанской короны разрешение на создание собственного торгового консульства, какое было у Мексики. Этого очень не хотелось другим испанским колониям — Мексике и Веракрузу, так как их интересы могли быть сильно ущемлены. Но в это время Испания была захвачена армией Наполеона, который назначил королём Пиренейского полуострова своего брата Жозефа Бонапарта.
16 сентября 1810 года в Новой Испании началось восстание за независимость во главе с Мигелем Идальго. Восстание проходило за вывод французов из Испании и возвращению на трон Фердинанда VII. Местная буржуазия также хотела использовать эту возможность для избавления от испанского владычества и введённых им ограничениям на торговлю и развитие промышленности.
27 февраля 1813 года в Мериде была издана Конституция и прошли первые выборы в Совет полуострова Юкатан и Советы крупных городов. Также был сделан запрос в собрание Кадисских кортесов на создание торгового консульства на полуострове. Кортесы готовы были его рассмотреть, но в совете полуострова возник спор, в каком городе оно будет расположено — Мериде или Сан-Франциско-де-Кампече. В конечном итоге кортесы отклонили запрос.
В 1814 году на испанский трон возвращается Фердинанд VII и аннулирует Конституцию Юкатана, а также основанные на ней законы и указы. В ответ власти Юкатана установили свои торговые правила, определив таможенные пошлины для испанских судов 12—16 %, 16—20 % для остальных, и 9 % для судов Гаваны.
В августе 1821 года вице-король Новой Испании Хуан О’Доноху был вынужден подписать с Агустином Итурбиде документы, признающие суверенитет и независимость территорий под названием Мексиканская Империя, а также означающие прекращение войны за независимость.
На территории новообразованного государства устанавливаются новые законы и порядки, которые не пришлись по душе управленцам Юкатана из Мериды. Правительство стремилось получить автономию Мерида, и таким образом отклонить все указы, влияющие на его экономику. Хотя городской совет Сан-Франсиско-де-Кампече принял все постановления без каких-либо условий.
Продолжительное противостояние с федеральными властями привело к многочисленным вооружённым конфликтам и в 1839 году столица штата была перенесена из Мериды в Сан-Франсиско-де-Кампече.
29 апреля 1863 года Конгресс Мексики утвердил разделение провинции Юкатан на штаты Кампече и Юкатан.
В это время шла война с Францией, которая не обошла и Кампече. В мае 1862 года был оккупирован порт Кармен, который удалось освободить только в марте 1863-го. Ситуация в Кампече накалялась и после переговоров губернатора штата Гарсиа с адмиралом французского флота 22 января 1864 года столицу штата пришлось сдать французам. 10 июня 1867 года, после ареста Максимилиана I, город вновь перешёл под контроль мексиканцев, 12 июня была снята оккупация Калькини.

### ПериодПорфириато
В период с 1880 по 1883 годы губернатором Кампече был избран Артуро Шьельс, на следующий 4-х летний период он был переизбран вновь, но в 1885 году конгресс штата отстранил его от занимаемой должности. В дальнейшем, до окончания режима президента Диаса в 1911 году на посту губернатора сменилось 15 человек.
В период диктатуры порфириато экономика штата существенно не изменилась. Она по-прежнему основывалась на выращивание и переработке кукурузы, риса, сахарного тростника и животноводстве для внутреннего рынка, а также на экспорте кампешевого дерева, соли и древесины. Хотя торговля солью очень упала, когда 7 октября 1881 года федеральными властями был разрешён импорт соли из других стран. Также к концу XIX века сильно сократилось количество судоходных компаний.
Продажи кампешевого дерева увеличивались год от года и в 1896 году достигли отметки в 100 тысяч тонн, после чего начался резкий спад и к 1915 году экспорт этого материала сократился до 17 тысяч тонн. Это было вызвано тем, что в Европе началось широкое применение химических красителей.
В начале XX века Кампече остался на рынке только с древесиной и новым продуктом — жевательной резинкой.
В Кампече, как и в целом по стране, начало XX века охарактеризовалось политическим и экономическим господством небольшой группы людей, которая властвовала на местах, как Порфирио Диас в масштабах страны. Механизмы контроля и эксплуатации рабочих вызвали недовольство народных масс, а в некоторых поместьях и усадьбах вызвали даже вооружённые столкновения, но были легко погашены. За первые 10 лет XX века 147 хозяйств оказались в собственности у 14 человек, что составляло пятую часть от общей территории штата.
Иностранные инвестиции были небольшими, но вкладывались в основные отрасли экономики, такие как добыча и переработка жевательной резинки и кампешевого дерева, а впоследствии были и вовсе монополизированы американскими компаниями.

## Административное деление
В состав штата Кампече входит 11 муниципалитетов, которые управляются из административных центров, расположенных в крупных городах этих муниципалитетов, советами во главе с мэром.

## Экономика
В Кампече имеется несколько производственных секторов, имеющих важное значение для экономики штата. Значительную долю в этом объёме занимает нефтедобыча, коммерческий сектор, а также сектор услуг.
Сельскохозяйственный сектор отмечен производством таких культур как саподилла, рис и тыквенные семечки, а по объёмам производства этих культур, Кампече является основным производителем на территории Мексики. Кроме того, производится сбор тропических фруктов, таких как апельсины, лимоны, папайя, манго, сахарный тростник, арбузы, гуава и миндаль.
Животноводческий сектор. В Кампече главным образом выращивается крупный рогатый скот и свиньи, с системой обширных пастбищ.
Рыбная ловля, также имеет большое значение, так как для большого количества людей это единственный вид дохода. Основными видами добываемой рыбы являются креветки, меч-рыба, морской окунь, акула и макрель. В настоящее время большое количество креветок экспортируется в США.
Некоторые отрасли подконтрольны государству, это добыча нефти и газа, строительство, производство, разведение рыбы, а также лесозаготовка, производство мёда, растительных красителей, жевательной резинки и другие.
Большое значение для экономики штата представляет туризм. Кампече имеет ряд природных и исторических достопримечательностей, позволяя туристам насладиться разнообразием ландшафтов и узнать о наследие культуры майя и колониальном периоде. Среди наиболее представительных туристических достопримечательностей пляжи в Чампотоне и на Исла-дель-Кармен.
Экономические районы:
- Побережье — промышленный вылов рыбы, добыча морской соли, добыча нефти, производство копры и туризм;
- Горные области (на севере и востоке) — лесозаготовка, добыча и переработка каучука, сельское хозяйство, пчеловодство, животноводство и туризм;
- Регион сельвы (центр и юг) — сельское хозяйство, животноводство, лесозаготовка и туризм;
- Речные районы (юго-запад) — рыбная ловля, сельское хозяйство, животноводство, добыча и переработка сахарного тростника, туризм.

## Инфраструктура
- Порты:

Сейбаплая;
Исла-дель-Кармен;
Кайо-Аркас;
Лерма;
Чампотон;
Сан-Франсиско.
- Аэропорты:

Международный аэропорт имени Альберто Акунья Онгаи в Сан-Франсиско-де-Кампече;
Международный аэропорт города Сьюдад-дель-Кармен.
- Протяжённость автомобильных дорог — 5 345 км.
- Протяжённость железных дорог — 415,6 км.
- Количество стационарных телефонов (на 100 человек) — 11.
- Электрификация: 94,5 %.
- Водоснабжение: 88,7 %.
- Водоотведение: 80 %[10].

## Туризм
В последние годы туризм в Кампече получил мощный толчок. Существует несколько проектов по развитию различных сегментов на побережье и в других районах штата.
Основой индустрии туризма являются различные достопримечательности:
- Города и посёлки колониального периода:

 — исторический город-крепость Сан-Франсиско-де-Кампече, внесён в список всемирного наследия;
 — Палисада — посёлок с домами в неоклассическом архитектурном стиле;
 — Бекал — небольшая деревня, сочетающая неоклассическую архитектуру и хижины майя;
 — а также другие населённые пункты с историческими достопримечательностями.
- Асьенды и фермы, данные сооружения расположены на всей территории штата, многие из которых были восстановлены в туристических целях. Из них можно выделить Уайямон, Бланка Флор, Сан-Луис-Карписо, Сан-Хосе-Карписо, Чунканан и Танкуче.

- Археологические раскопки сооружений майя. На территории Кампече, ведутся 17 раскопок:

 — Калакмуль — один из главных городов майя, в период 200—700 годы н. э., объект всемирного наследия;
 — Эцна — с величественным высотным храмом и другими сооружениями;
 — Бекан — город, обнесённый стеной и рвом;
 — Чиканна;
 — Шпухиль;
 — Эль-Тигре;
 — Хормигэро;
 — Хочоб;
 — Баламку;
 — Санта-Роса-Штампак;
 — Рио-Бек;
 — и другие, а также ещё много неизвестного и не открытого.
- Побережье. Длина прибрежной полосы штата с Мексиканским заливом составляет более 523 км, с самыми разнообразными природными ландшафтами. На северном побережье преобладают мангровые леса, а на юге в муниципалитетах Кампече и северном Чампотоне — лесистые холмы с впадающими в залив многочисленными ручьями и речками. В муниципалитетах Кармен и на юге Чампотона сформирована длинная полоса песчаных пляжей, на которых находят пристанище различные виды морских черепах. Отдельно стоит выделить пляжи островов Исла-дель-Кармен.
- Подводные достопримечательности. В последние годы в прибрежных водах Кампече было найдено более 130 объектов, представляющих историческую ценность — это затонувшие корабли, периода колонизации и пиратства, а также прекрасные рифы с уникальными обитателями[12].
- Экологические заповедники. Более 40 % территории штата считается охраняемой природной зоной: биосферный заповедник Лос Петенес, на территории муниципалитета Кампече; лагуна Терминос на Исла-дель-Кармен; древний город Калакмуль; бассейн реки Селестун и другие[13].

## Местная кухня
Главными ингредиентами местной кухни, конечно являются морепродукты. Разнообразие рыб и креветок — основные блюда для большинства населения региона, но не стоит забывать и о традиционных блюдах культуры майя, в которых используется мясо идейки, оленина и свинина.
В состав многие блюд, приготовленных в Кампече, входит мясо акулы, например панучо, эмпанада, тамал, тако и акулий хлеб. Также традиционным блюдом считается маринованный виноградный ус и креветка в кокосе. Кроме того, здесь готовят блюда из скатов, меч-рыбы, осьминогов, кальмаров и т. д.
Основным ингредиентом для соусов является capsicum chinense (гаванский чили), в качестве красителя используются семена аннато, а в приправах специи и пряные травы.
Некоторые блюда местной кухни пришли из древне-юкатанской, что отражается в кулинарных изделия с сырной начинкой, свинине в углях, чёрном фарше и знаменитой курице-мусбиль.